# 타이중 첩운
타이중 첩운(중국어 정체자: 臺中捷運, 병음: Táizhōng Jiéyùn)은 대만 타이중시의 도시철도 시스템이다. 타이중 첩운의 첫 번째 노선인 녹선은 2021년 4월 25일에 공식적으로 운행을 시작하여 대만에서 운행되는 5번째 고속 교통 시스템이 되었다.

## 노선

### 운행 중
| 노선 | 노선 | 기점         | 종점             | 연장   | 역 수 | 개통일          |
| ---- | ---- | ------------ | ---------------- | ------ | ----- | --------------- |
|      | 녹선 | 베이툰중앙역 | 고속철로타이중역 | 16.7km | 18    | 2021년 4월 25일 |